# Gemeentelijke herindelingsverkiezingen in Nederland 1995
Gemeentelijke herindelingsverkiezingen in Nederland 1995 geeft informatie over tussentijdse verkiezingen voor een gemeenteraad in Nederland die gehouden werden op 29 november 1995.
De verkiezingen werden gehouden in dertien gemeenten die betrokken waren bij een herindelingsoperatie die op 1 januari 1996 is doorgevoerd.
De volgende gemeenten waren bij deze verkiezingen betrokken:
- de gemeenten Boxtel en Liempde: samenvoeging tot een nieuwe gemeente Boxtel;[1]
- de gemeenten Esch, Haaren en Helvoirt: samenvoeging tot een nieuwe gemeente Haaren;[1]
- de gemeenten 's-Hertogenbosch en Rosmalen: samenvoeging tot een nieuwe gemeente 's-Hertogenbosch;[1]
- de gemeenten Berlicum, Den Dungen en Sint-Michielsgestel: samenvoeging tot een nieuwe gemeente Sint-Michielsgestel;[1]
- de gemeenten Cothen, Langbroek en Wijk bij Duurstede: samenvoeging tot een nieuwe gemeente Wijk bij Duurstede.[2]

Door deze herindelingen daalde het aantal gemeenten in Nederland per 1 januari 1996 van 633 naar 625.